# Tsang Nyön Heruka Sanggye Gyeltshen
| Tibetische Bezeichnung                                                |
| --------------------------------------------------------------------- |
| Tibetische Schrift: གཙང་སྨྱོན་ཧེ་རུ་ཀ་                                     |
| Wylie-Transliteration: gtsang smyon he ru ka sangs rgyas rgyal mtshan |
| Chinesische Bezeichnung                                               |
| Vereinfacht: 藏宁赫汝嘎•桑结坚赞; 桑吉坚赞                            |
| Pinyin:Zang Ning Heruga Sangjie Jianzan; Sangji Jianzan               |

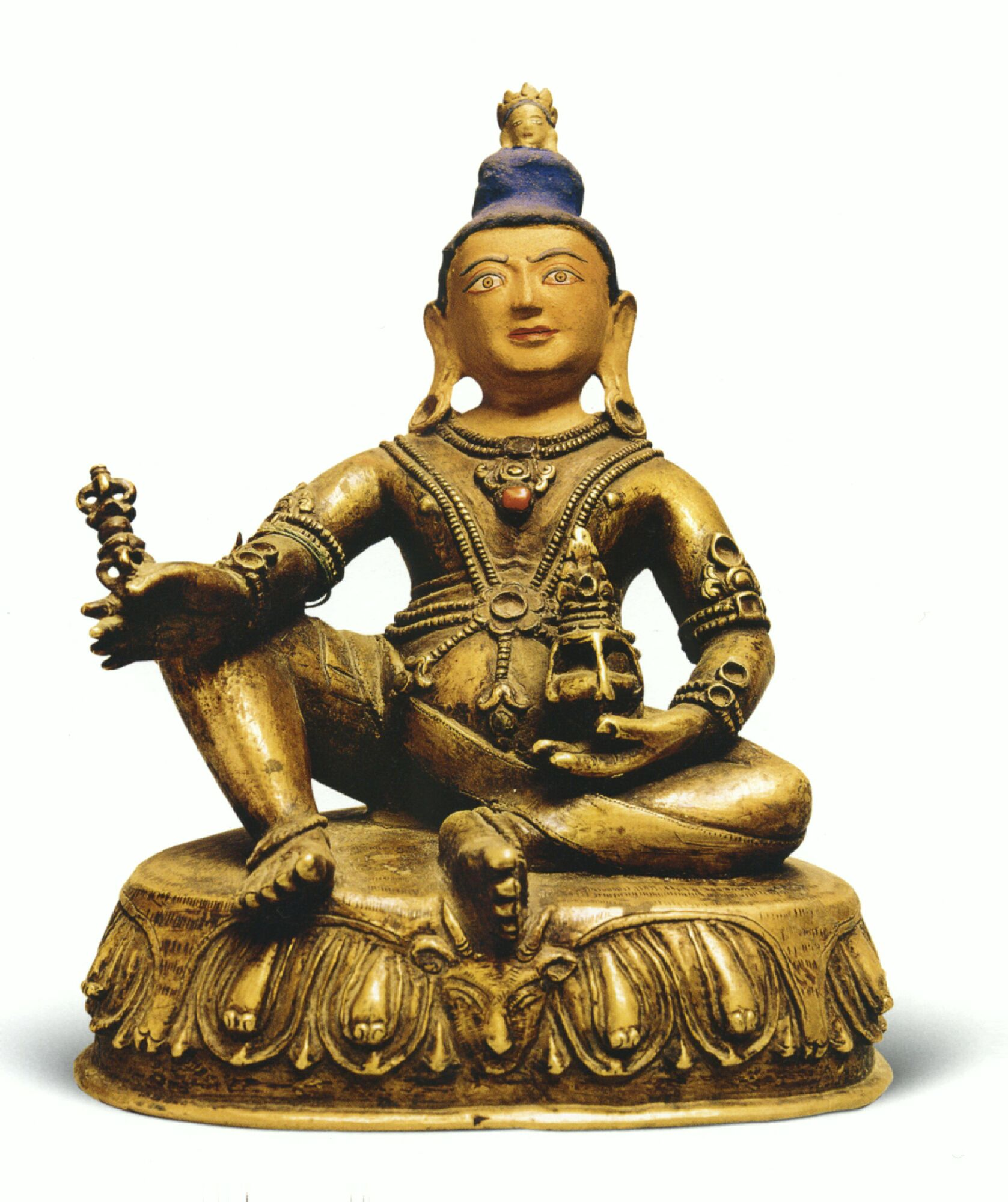
Tsang Nyön Heruka Sanggye Gyeltshen

Tsang Nyön Heruka Sanggye Gyeltshen (tib. gtsang smyon he ru ka sangs rgyas rgyal mtshan; geb. 1452; gest. 1507), der „heilige Narr von Tsang“, war ein großer Meister der Drugpa-Kagyü-Richtung der Kagyü-Schule des tibetischen Buddhismus. Er ist Autor zweier berühmter Biographien, der von Marpa und der von Milarepa.